# Dmitrij Szuwajew
Dmitrij Sawieliewicz Szuwajew (ur. 12 października?/24 października 1854 w Ufie, zm. 19 grudnia 1937 w Lipiecku) – rosyjski oficer; generał piechoty (odpowiednik generała pułkownika) armii Imperium Rosyjskiego, komandarm 2 rangi Armii Czerwonej.

## Życiorys
Pochodził z rodziny zasłużonych obywateli guberni orenburskiej. Ukończył Wojskowe Gimnazjum w Orenburgu,  3 Aleksandrowską Szkołę Wojskową w 1872 i Nikołajewską Akademię Sztabu Generalnego w 1878. Oficerem mianowany w 1872 w 2 Turkiestańskiej baterii artylerii, potem służył w 1 Turkiestańskiej Brygadzie Artylerii. Brał udział w kampaniach 1873 i 1875 roku. Służył na stanowiskach sztabowych m.in. w sztabie Orienburskiego Okręgu Wojskowego i jako wykładowca akademii i szkół oficerskich m, in. w Nowoczerkaskiej Kozackiej Szkole Junkrów. Od 11 maja 1885 komendant tej uczelni, a od 23 maja 1899 komendant Kijowskiej Szkoły Oficerskiej.
10 stycznia 1905 dowódca 5 Dywizji Piechoty, zatwierdzony na stanowisko 6 grudnia 1906 i mianowany generałem lejtnantem. Od 24 maja 1908 dowódca 5 Kaukaskiego Korpusu Piechoty. Od 8 sierpnia 1909 szef Głównego Zarządu Zaopatrzenia i szef zaopatrzenia Ministerstwa Wojny. W 1911 mianowany generałem piechoty.

### I wojna światowa
W czasie I wojny światowej od 13 grudnia 1915 do marca 1916 główny intendent polowy Najwyższego Naczelnego Dowódcy armii rosyjskiej. Ponieważ zaopatrzenie na szczeblu front-korpus nie sprawdzało się w działaniach bojowych, w 1916 zorganizował armijne bazy zaopatrzenia. Od 15 marca 1916 do 3 stycznia 1917 minister wojny. Od stycznia 1917 członek Rady Państwa. Od 10 marca członek Rady Wojennej.
Po rewolucji październikowej w 1918 wstąpił do Armii Czerwonej. Wykładowca w uczelniach wojskowych Armii Czerwonej, w tym na kursach wyższych dowódców „Wystrieł”.
Od 1929 w stanie spoczynku. W roku 1937, w okresie wielkiej czystki aresztowany przez NKWD i rozstrzelany jako wróg ludu. Pośmiertnie zrehabilitowany w r. 1956.